# Škoda 29T
Škoda 29T (торгова назва: ForCity Plus) — тип трамвая, серії Škoda ForCity, що виготовлявся на заводі Škoda Transportation для трамвайної мережі Братислави, столиці Словаччини.

## Дизайн
Дизайн Škoda 29T походить від типу 26T, виробленого для Мішкольца. 
Це односторонній п’ятисекційний трамвай із з часткою низької підлоги 87 % 
. 
Оснащений п'ятьма дверима і чотирма візками, перший і останній є рушійними. 
Пасажирський салон і кабіна водія обладнані кондиціонером. 
Зовні та всередині трамвая було встановлено шість камер спостереження 
. 
Двонаправленою версією 29T є Škoda 30T, яка також експлуатується в Братиславі.

## Поставка
| Країна              | Місто               | Роки поставок       | Кіл-сть             | Номери рухомого складу | Примітки  |       |
| ------------------- | ------------------- | ------------------- | ------------------- | ---------------------- | --------- | ----- |
| Словаччина          | Братислава          | 29T1                | 2015                | 15                     | 7401–7415 | [ 4 ] |
| Словаччина          | Братислава          | 29T2                | 2015–2016           | 15                     | 7416–7430 | [ 4 ] |
| Загальна кількість: | Загальна кількість: | Загальна кількість: | Загальна кількість: | 30                     |           |       |

Dopravný podnik Bratislava (DPB) замовив 15 трамваїв на 37 мільйонів євро у 2013 році; трамваї були поставлені у 2015 році. 

Контракт також мав опцію придбання ще 15 вагонів, яка була використані. 
Трамваї з другої серії поставок почали курсувати в Братиславі у 2016 році 
.
Перший трамвай типу 29T, пізніше позначений номером рухомого складу 7401, був доставлений до Братислави 17 лютого 2015 року. 

Трамвай пройшов процедуру схвалення та тестові запуски, а потім був запущений у регулярний рух у червні того ж року. 
. 
У наступні літні місяці до Братислави було доставлено решту 14 трамваїв, замовлених згідно з основними умовами контракту. 
З грудня 2015 року по квітень 2016 року Братислава отримала ще 15 трамваїв 
.